# Гіржове
Гіржо́ве — село в Україні, у Великомихайлівській селищній громаді Роздільнянського району Одеської області. Населення становить 310 осіб.
До 17 липня 2020 року було підпорядковане Великомихайлівському району, який був ліквідований.

## Археологія
Середньокам'яна стоянка Гіржове є однією з визначальних пам'яток гребениківської культури Надчорномор'я.
У села розкопками знайдено найпівденніше поселення неолітичної буго-дністровської культури.

## Історія
Станом на 1886 рік у містечку Ново-Петрівської волості Тираспольського повіту Херсонської губернії мешкало 39 осіб, налічувалось 5 дворових господарств, існувала православна церква.

## Населення
Згідно з переписом 1989 року населення села становило 297 осіб, з яких 129 чоловіків та 168 жінок.
За переписом населення 2001 року в селі мешкало 310 осіб.

### Мова
Розподіл населення за рідною мовою за даними перепису 2001 року:
| Мова       | Відсоток |
| ---------- | -------- |
| українська | 97,42 %  |
| молдовська | 1,61 %   |
| російська  | 0,97 %   |

## Відомі особистості
В поселенні народилися:
- Квітко Григорій Петрович (1897—1961) — український актор.
- Носачов Андрій Петрович (1913—1990) — український актор